# Eclipse River
Der Eclipse River ist ein etwa 64 km langer Zufluss der Labradorsee im Norden von Labrador in der kanadischen Provinz Neufundland und Labrador.

## Flusslauf
Der Eclipse River durchfließt den Torngat-Mountains-Nationalpark. Seinen Ursprung bildet ein namenloser See auf 580 m Höhe. Er fließt anfangs in nördlicher Richtung. Bei Flusskilometer 39 mündet rechtsseitig, bei Flusskilometer 32 linksseitig ein größerer Nebenfluss in den Eclipse River. Bei Flusskilometer 31 und 29,5 befinden sich zwei Wasserfälle mit Höhen von 2,8 bzw. 5,4 m. Der Fluss durchfließt im Unterlauf die Torngat Mountains in östlicher Richtung. Zwischen den Flusskilometern 8 und 2 durchfließt er den See Eclipse Lake, der eine Flussverbreiterung darstellt. Anschließend fließt er noch 2 Kilometer bis zu seiner Mündung in den Eclipse Channel, einer Bucht, welche den Süden der Insel North Aulatsivik Island vom Festland trennt. Bei Flusskilometer 1,3 überwindet der Fluss einen 5,4 m hohen Wasserfall, der für Wanderfische als unüberwindbar angesehen wird. Der Eclipse River entwässert ein Areal von 1098 km².